# Nikolaus Christoph von Halem
Nikolaus Christoph von Halem (* 15. März 1905 in Schwetz an der Weichsel; † 9. Oktober 1944 in Brandenburg an der Havel) war ein deutscher Jurist, Geschäftsmann und Widerstandskämpfer gegen den Nationalsozialismus.

## Leben und Wirken

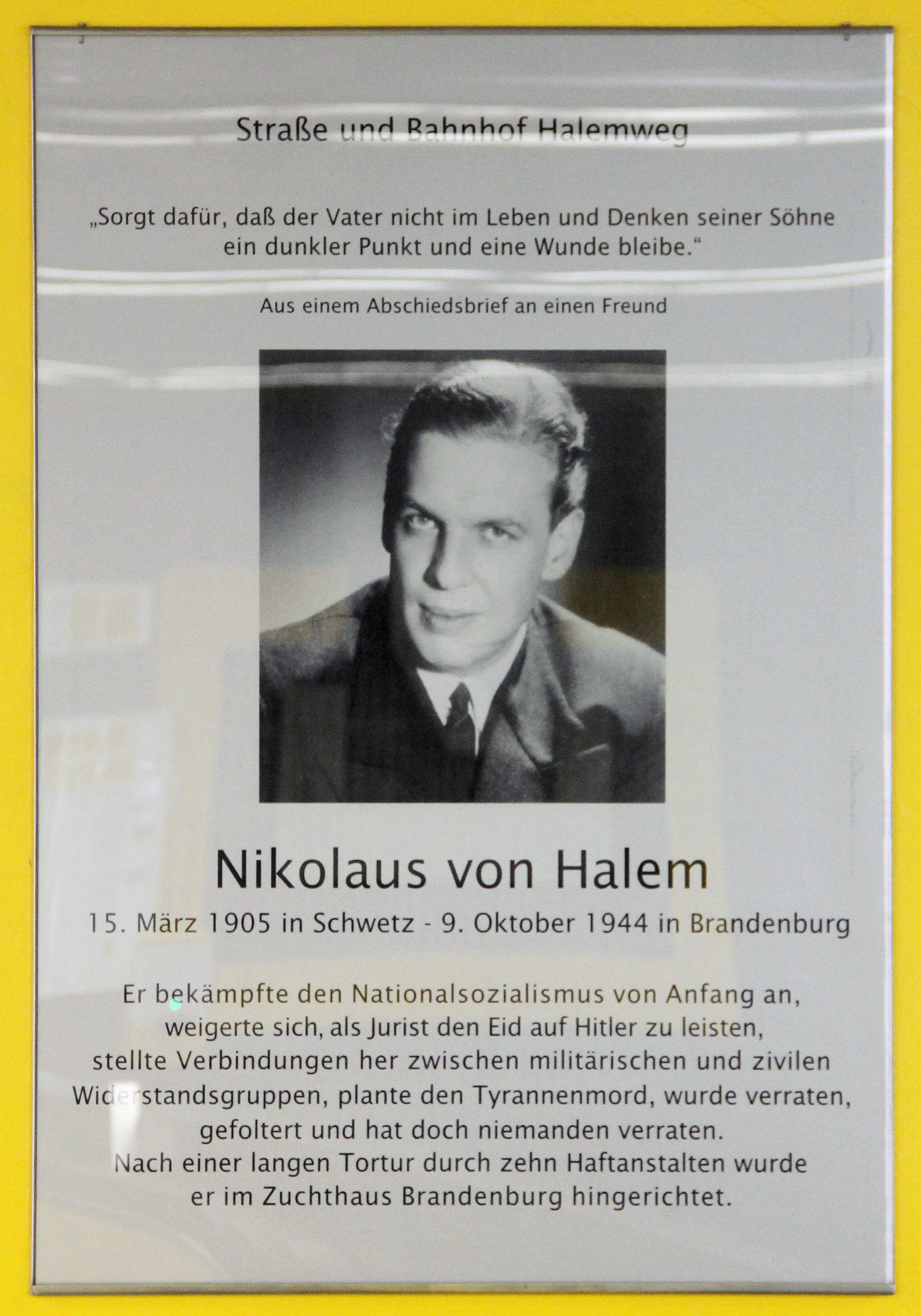
Gedenktafel im U-Bhf Halemweg, in Berlin-Charlottenburg

Nikolaus Christoph von Halem entstammte einer alten Oldenburger Adelsfamilie. Einer seiner Vorfahren war der Schriftsteller Gerhard Anton von Halem. Seine Eltern waren Gustav Adolf von Halem (1870–1932), Hofmarschall beim letzten Schwarzburger Fürsten Günther Victor, und Hertha von Halem, geborene von Tiedemann (1879–1957).
Als Kind wurde Halem zunächst zu Hause unterrichtet, später besuchte er ein Gymnasium in Schwetz und – nach dem Umzug der Eltern nach Berlin – die evangelische Klosterschule Roßleben. Nachdem er im März 1922 das Abitur abgelegt hatte, studierte er Rechtswissenschaften an den Universitäten Göttingen, Leipzig, München und Heidelberg. Während dieser Zeit gehörte er dem Corps Saxo-Borussia Heidelberg an, aus dem er aufgrund des Vorwurfes, in der Öffentlichkeit Ärgernis durch Trunkenheit erregt zu haben, ausgeschlossen wurde. Seit 1931 war Halem im Referendardienst am Amtsgericht Eckartsberga und Oberlandesgericht Naumburg tätig. Im selben Jahr heiratete er, aus der Ehe gingen zwei Söhne hervor.
Politisch stand der junge Halem der nationalistischen Rechten nahe: Am 9. November 1923 beteiligte er sich im Rahmen des Hitlerputsches der Nationalsozialisten am Marsch auf die Münchener Feldherrnhalle. Enge Kontakte pflegte von Halem außerdem zur „Schwarzen Reichswehr“. In späteren Jahren ging Halem auf dezidierte Distanz zu den Nationalsozialisten. Seit etwa 1930 spielte er eine führende Rolle in dem katholisch-konservativen Kreis, der sich um den Berliner Privatgelehrten Carl von Jordans sammelte und es sich zum Ziel gesetzt hatte, die nationalsozialistische Bewegung von der Macht fernzuhalten. Durch diesen Kreis und durch die gemeinsame juristische Ausbildung stand Halem in enger Verbindung zu Wilhelm Freiherr von Ketteler, Karl von Winkler und Hubert von Ballestrem.
Wenige Monate nach der Ernennung Adolf Hitlers zum Reichskanzler und der „Machtergreifung“ der Nationalsozialisten im Frühjahr 1933 brach Halem sein Rechtsreferendariat im Sommer 1933 ab, um „nicht den Eid auf Hitler leisten zu müssen.“ Unter dem Einfluss von Ernst Niekisch und seines Mentors von Jordans gelangte Halem bereits um 1935 zu der Auffassung, dass eine Tötung Hitlers eine politische Notwendigkeit sei, um eine katastrophale politische Entwicklung abzuwenden.
Seit 1936 war Halem als Pressereferent beim Reichskommissar für die Preisbildung tätig. In den Jahren vor 1938 arbeitete Halem als Berliner Verbindungsmann seines Freundes Wilhelm von Ketteler gegen die Bestrebungen der NS-Führung, die Republik Österreich dem Deutschen Reich einzuverleiben. Indizien sprechen dafür, dass Halem in Pläne Kettelers eingeweiht war, Hitler im Falle einer deutschen Annexion Österreichs durch ein Attentat zu beseitigen. Nach Angaben seines Bruders hielt Halem sich im März 1938 für einige Tage in der Tschechoslowakei auf, um im Falle eines erfolgreichen Attentates vor dem Zugriff der Gestapo sicher zu sein.
1940 übernahm Halem – wahrscheinlich auf Vermittlung seines Freundes Hubert von Ballestrem – eine führende Stellung in der Graf v. Ballestremschen Güterverwaltung Gleiwitz/Oberschlesien in der Betriebsabteilung Büro Berlin Unter den Linden. Diese Tätigkeit diente ihm dabei vor allem als Fassade zur Tarnung seiner auf ein neuerliches Attentat und den politischen Umsturz gerichteten Pläne. So nutzte er Geschäftsreisen ins Ausland, um Kontakte zu NS-kritischen politischen Kreisen in England und anderswo aufzubauen.

## Attentatspläne und Prozess
Herbert Mumm von Schwarzenstein stellte Halem Josef Römer vor. Ihm gegenüber gab er sich Ende 1939 als erbitterter Gegner der Nationalsozialisten zu erkennen, der Krieg gegen England sei „heller Wahnsinn“, man müsse den Krieg beenden und die nationalsozialistische Staatsführung  beseitigen. Deutschland werde man in zehn oder zwölf Fürstentümer auflösen und Otto von Habsburg als Kaiser auf den Thron heben. Halem bot Josef Römer Geld an, um einen Attentäter zu finden, der Hitler beseitigen könne. 1941 brach Halem den Kontakt zu Römer ab, der ihn lediglich vertröstet hatte. Nachdem der Mitverschwörer Josef Römer verhaftet worden war und unter Folter den Namen von Halem (sowie Mumm von Schwarzenstein) preisgegeben hatte, wurde Halem am 26. Februar 1942 in Haft genommen. Er durchlitt dann mehrere Gefängnisse und Konzentrationslager, unter anderem Sachsenhausen. Erst im Juni 1944, also kurz vor dem Umsturzversuch vom 20. Juli, wurde gegen Halem beim Volksgerichtshof Anklage erhoben. Halem wurde wegen Vorbereitung zum Hochverrat und Wehrkraftzersetzung zum Tode verurteilt und am 9. Oktober im Zuchthaus Brandenburg durch die Guillotine hingerichtet.

## Familie
Nikolaus war seit 1931 mit Marie (Mariechen) Garbe verheiratet. Das Paar hatte zwei Kinder: Friedrich (* 9. April 1933; † 8. März 2003) und Wilhelm (* 20. Februar 1941). Die Politikerin Marie Luise von Halem ist seine Enkelin.

## Erinnerung
In der Nähe der Hinrichtungsstätte Plötzensee wurde der Halemweg und nach diesem der U-Bahnhof Halemweg benannt.
Im September 2010 wurde hier eine Gedenktafel zu Ehren Halems errichtet.
In Brandenburg an der Havel wurde zudem eine Straße nach ihm benannt.